# شهلای من
شهلای من نام آهنگی از حبیب محبیان است؛ این آهنگ در آلبومِ آغازین او (مرد تنهای شب) قرار دارد.

## دربارهٔ آهنگ
گفته می‌شود که حبیب این آهنگ را برای همسر سابقش، شادی، خوانده، او دو آهنگ دیگر با نام‌های «نگاهم» و «شب جدائی» را نیز برای همسر سابقش خوانده است. این آهنگ در اصل توسط خوانندهٔ گمنام دیگری خوانده شده و حبیب هنگامی که در ارومیه در زمان خدمت سربازی برنامه اجرا می‌کرد؛ این را شنیده است و اطلاعاتی از خواننده و شاعر اصلی آن در دست نیست.